# Je veux seulement que vous m'aimiez
Pour plus de détails, voir Fiche technique et Distribution.
Je veux seulement que vous m'aimiez (Ich will doch nur, daß ihr mich liebt) est un téléfilm réalisé par Rainer Werner Fassbinder, diffusé à la télévision allemande en 1976.

## Synopsis
Peter, un jeune homme au comportement étrange, a tué le tenancier d’un bar sis au-dessous de l’appartement de la grand-mère de son épouse. 
Pourquoi l’a-t-il tué ? Le tenancier ressemble à son père, et c’est au moment où Peter s’apprêtait à téléphoner à son père que le tenancier a jeté dehors un client indésirable. Cette scène a déclenché le désir de meurtre, qui se fait avec le téléphone sur la nuque du tenancier. Un peu plus tôt dans le film, la scène s'est déjà jouée, mais comme en rêve: ce n’était pas le tenancier mais le père qui était tué, alors que la mère ne l'était pas, le fils s'écroulant en pleurant à ses pieds. 
Qu’est-ce qui explique ce meurtre ? C’est la nécessité où se trouvait Peter de demander de l’agent à son père après avoir contracté d’innombrables dettes pour que sa femme et son fils puissent vivre avec le même standing que les autres familles allemandes petites-bourgeoises. Une fois déjà, il lui avait demandé de l’argent, qu’il avait reçu, mais comme une insulte. Et depuis, malgré l’insistance de son épouse, il n’a plus pu le faire, par honte. 
D’où vient cette honte, cette impossibilité ? Du manque d’amour reçu par son père et par sa mère. Le père est un ancien tenancier qui a fait construire à son fils – maçon – la maison dans laquelle il s’est retiré avec son épouse. La mère n’est que reproche pour son fils qu’elle juge incapable. L’amour qu’ils lui ont porté n’a duré que deux semaines, après la construction de la maison. Et puis tout est redevenu comme avant. 
Même Erika, l’assistance en pharmacie qu’il épouse, ne parvient pas à le sauver, elle qui représente pourtant le pôle de normalité du film. Peter, malgré tous les efforts d’Erika, s’enfonce dans le surmenage, jusqu’au moment où il doit tuer pour échapper à son destin. 
Le film se termine sur la question de la psychologue qui l’interroge à propos du meurtre: avez-vous du plaisir à vivre ?

## Analyse
Le film thématise la relation problématique d’un jeune homme à ses parents qui sont les produits typiques d’une petite bourgeoisie travailleuse et médiocre, obnubilée par les objets de consommation et par le regard des autres, au point d'occulter la simple reconnaissance de l’existence de leur fils. Et cette fascination pour la consommation, comme ersatz de l’amour, se transmet au fils qui, lui, ne parviendra pas à en échapper indemne. 

## Fiche technique
- Titre français : Je veux seulement que vous m'aimiez
- Titre original : Ich will doch nur, daß ihr mich liebt, d'après une histoire tirée du livre Lebenslänglich-Protokolle aus der Haft (Perpétuité-Les protocoles de la détention) de Klaus Antes et Christiane Ehrhardt
- Réalisation : Rainer Werner Fassbinder
- Assistants de réalisation : Renate Leiffer, Christian Hohoff
- Caméra : Michael Ballhaus
- Montage : Liesgret Schmitt-Klink
- Producteur exécutif : Peter Märthesheimer
- Production : Bavaria Atelier GmbH (pour la W.D.R.)
- Son : Karsten Ullrich
- Musique : Peer Raben
- Décors : Kurt Raab
- Pays d'origine : Allemagne
- Genre : Drame
- Format : 16 mm, couleur
- Durée : 103 min 54 s
- Tournage : 25 jours, novembre-décembre 1975, Munich et environs
- Date de diffusion : 23 mars 1976 (A.R.D.)

## Distribution
- Vitus Zeplichal : Peter
- Elke Aberle : Erika
- Alexander Allerson : le père
- Erni Mangold : la mère
- Johanna Hofer : la grand-mère
- Katharina Buchhammer : Ulla
- Wolfgang Hess : le chef de chantier
- Armin Meier : le contremaître
- Erika Runge : la psychologue
- Ulrich Radke : le père d'Erika
- Annemarie Wendl : la mère d'Erika
- Janos Gönczöl : le tenancier
- Edith Volkmann : la tenancière
- Robert Naegele : l'huissier
- Axel Ganz : le concierge
- Inge Schulz : Mme Emmerich
- Heinz H. Bernstein : le vendeur de meubles
- Helga Bender : la vendeuse dans la boutique
- Adi Gruber : l'employé des postes
- Heide Ackermann : la vendeuse de machines à coudre
- Sonja Neudorres : la bijoutière
- Reinhard Brex : l'entrepreneur
- Lilo Pempeit : la dame à la poste